# Eublemma tritonia
Eublemma tritonia is een vlinder van de familie van de spinneruilen (Erebidae). De wetenschappelijke naam van deze soort is voor het eerst voorgesteld als Metachrostis tritonia door George Francis Hampson in een publicatie uit 1902.
De soort komt voor in Ethiopië, Somalië, Congo-Kinshasa, Oeganda, Tanzania, Malawi, Zimbabwe en Zuid-Afrika.